# روب فنسنت (لاعب كرة قدم)
روب فنسنت (بالإنجليزية: Rob Vincent)‏ هو لاعب كرة قدم بريطاني في مركز الهجوم، ولد في 23 نوفمبر 1962 في نيوكاسل أبون تاين في المملكة المتحدة. لعب مع نادي بارو.